# CARE Deutschland
CARE Deutschland e. V. ist eine deutsche Nichtregierungsorganisation, die Entwicklungszusammenarbeit und Nothilfe leistet. Als eine von 20 Schwesterorganisationen gehört sie zum Netzwerk CARE International in Genf.
Die Organisation ist nach eigenen Angaben eine politisch, religiös und ethisch unabhängige Hilfsorganisation.

## Geschichte
Am 29. August 1980 wurde CARE Deutschland als dritte CARE-Organisation nach jenen in den USA und Kanada gegründet. CARE International ist heute ein Zusammenschluss von 20 unabhängig agierenden, nationalen CARE-Organisationen, sogenannten Mitgliedsorganisationen. Hierzu zählen CARE Ägypten, Australien, Dänemark, Deutschland, Frankreich, Großbritannien, Indonesien, Japan, Kanada, Kaukasus, Luxemburg, Marokko, Niederlande, Norwegen, Österreich, Peru, Sri Lanka, Thailand, Tschechien und die USA. Um dem internationalen Profil der ursprünglich amerikanischen Organisation gerecht zu werden, erfolgt 1992 die dritte und vorläufig letzte Umbenennung in „Cooperative for Assistance and Relief Everywhere“.

## Struktur
Die Organe und Gremien sind die Mitgliederversammlung, der Verwaltungsrat, das Kuratorium und der hauptamtlich tätige Vorstand. Der Verwaltungsrat wird durch die Mitgliederversammlung gewählt. Er besteht aus sieben Mitgliedern mit einem Präsidium an der Spitze aus Präsident, zwei Vizepräsidenten sowie dem Vorsitzenden der Finanzkommission. Er beruft den hauptamtlichen Vorstand, bestehend aus Generalsekretär und einem stellvertretenden Generalsekretär. Der Vorstand vertritt CARE Deutschland gerichtlich und außergerichtlich. Vorstand und Verwaltungsrat werden durch das Kuratorium beraten. Den Vorsitz des Kuratoriums hat seit November 2013 Heribert Scharrenbroich inne. Schirmherrin ist Rita Süssmuth. Im Kuratorium finden sich eine Vielzahl von Persönlichkeiten aus den Bereichen Politik, Wirtschaft, Wissenschaft und Gesellschaft. Die jährliche Mitgliederversammlung bestimmt die Richtlinien von CARE Deutschland. Sie ist das oberste Aufsichts- und Beschlussorgan. Zwischen den Mitgliederversammlungen nimmt der Verwaltungsrat die Aufsichtsfunktion wahr. Zusätzlich prüft ein vom Verwaltungsrat beauftragter, unabhängiger Wirtschaftsprüfer den Jahresabschluss.

## Projektarbeit und Länder
Der Verein konzentriert sich auf die Bereiche Nothilfe und Armutsbekämpfung. Nothilfe soll dabei „[…] Katastrophenvorbeugung, Soforthilfe und die sich hieran anschließende Wiederaufbauhilfe“ umfassen. Dabei werden dauerhafte Kooperationen mit lokalen Partnern abgeschlossen, damit im Ernstfall schnell und wirksam geholfen werden kann. CARE International arbeitete 2023 in 109 Ländern und erreichte mit 1671 Hilfsprojekten fast 167 Millionen Menschen. CARE Deutschland setzte 2023 in 46 Krisenregionen 149 eigene Projekte um und erreichte so 4,1 Millionen Menschen. Im Fokus der Arbeit von CARE steht die Gleichberechtigung von Frauen und Mädchen. CARE schafft Einkommensmöglichkeiten und unterstützt Frauen und Mädchen mit Gesundheits- und Hygieneprodukten, die speziell auf ihre Bedürfnisse angepasst sind. Außerdem versucht CARE, ihre Stimme in politischen Prozessen zu stärken.
Weitere Schwerpunkte sind die Arbeitsbereiche Geschlechtergleichberechtigung, Bildung, Ernährung, Klimawandel und Nothilfe. So hat CARE beispielsweise in der Türkei nach den schweren Erdbeben 2023 erste Nothilfe geleistet und unterstützt heute beim Wiederaufbau. In Gemeindezentren in der Ukraine bietet CARE gemeinsam mit Partnerorganisationen psychosoziale Unterstützung an und hilft Überlebenden von konfliktbedingter und geschlechtsspezifischer Gewalt. In Lateinamerika unterstützt CARE indigene Gemeinden dabei, eigenständig Projekte umzusetzen, die die Lebensbedingungen der häufig marginalisierten Volksgruppen verbessern. Im Jemen fördert CARE Frauengruppen, die für das Wassermanagement in ihren Dörfern zuständig sind. Auf dem Balkan setzt sich der Verein für die Volksgruppe der Roma ein und fördert die Friedensarbeit.

## Finanzierung
Die Hilfsprojekte werden von Privat- und Unternehmensspenden sowie von öffentlichen Zuwendungsgebern wie der Bundesregierung und der Europäischen Union finanziert. 2023 beliefen sich die Einnahmen auf rund 102,6 Millionen Euro.
CARE Deutschland ist Mitglied des Deutschen Spendenrates und wurde von diesem mit dem Spendenzertifikat für Transparenz ausgezeichnet. Das Zertifikat belegt den vertrauensvollen und transparenten Umgang mit Spendengeldern. Darüber hinaus wurde CARE von dem Beratungs- und Analysehaus Phineo als besonders „wirksam“ und „leistungsstark“ ausgezeichnet.

## Mitgliedschaft in Verbänden und Partnerschaften
Neben der Zugehörigkeit zu CARE International ist CARE Deutschland bei dem Bündnis Aktion Deutschland Hilft (ADH) engagiert. Außerdem ist die Organisation Mitglied im Verband Entwicklungspolitik und Humanitäre Hilfe deutscher Nichtregierungsorganisationen (VENRO). Auf europäischer Ebene ist CARE Mitglied von „Concord“. CARE Deutschland e. V. engagiert sich in der Initiative Global Compact und ist Unterzeichner der Initiative Transparente Zivilgesellschaft.

## Prominente Unterstützer
Der Autor und Publizist Roger Willemsen unterstützte 2005 die Kampagne „Bonner für Afghanistan“ und besuchte 2009 ein CARE-Projekt in Nepal. Der Kabarettist Horst Schroth hat mit CARE vier Jahre lang ein Bildungsprojekt für Kinder in Argentinien durchgeführt und unterstützt das Projekt „Kick it“ in Südafrika, ein Betreuungs- und AIDS-Aufklärungsprojekt für Jugendliche in der Nähe von Pretoria. Das Projekt wurde außerdem von der Bundesliga-Stiftung gefördert.
Anfang 2014 unterstützte Steffen Groth die Young Men Initiative mit Jugendlichen im Kosovo. In einem zehntägigen Schauspiel-Workshop behandelte er mit den jungen Männern gängige Geschlechterklischees und Alltagsprobleme wie Drogen und Gewalt. Begleitet wurde das Projekt vom WDR.
Seit 2010 unterstützt die Schauspielerin Judith Hoersch die Organisation. Zuletzt besuchte sie im Rahmen der Kampagne „Im Einsatz für das Leben – Hebammen weltweit“ ein Gesundheitszentrum Uganda.

## Breaking the Silence
Seit 2016 veröffentlicht CARE den Bericht „Breaking the Silence“ (bis 2021 „Suffering in Silence“ genannt). In dem Bericht werden jene Krisen vorgestellt, über die es im Vorjahr kaum Medienberichterstattung gab. Ziel ist es, diese in der Öffentlichkeit sichtbarerer zu machen. Zuletzt spielten sich die vergessenen Krisen alle auf dem afrikanischen Kontinent ab. Die Analyse wurde bisher von dem externen Medienbeobachtungsdienst Meltwater übernommen.

## CARE-Millenniumspreis / Partnerschaftspreis
Seit 2007 ehrt der Verein alle zwei Jahre Persönlichkeiten und Partnerorganisationen, die sich besonders für das Erreichen der Millenniumsziele einsetzten. Seit 2010 werden die Preise abwechselnd verliehen. Preisträger waren:
- 2007 Jean-Claude Juncker
- 2007 HED-Tamat – nigrische Nichtregierungsorganisation
- 2009 Jean Ziegler
- 2009 Accíon Andina – peruanische Nichtregierungsorganisation
- 2010 Shanti Griha – nepalesische Nichtregierungsorganisation
- 2011 Ashok Bharti
- 2012 Ayiera Initiative, Safe Spaces und Boxgirls – kenianische Nichtregierungsorganisationen[20]
- 2013 Clare Short[21]
- 2014 Better Future – bosnisch-herzegowinische Nichtregierungsorganisation
- 2015 Horst Köhler
- 2016 Assistance and Cooperation for Community Resilience and Development (ACCORD) – philippinische Nichtregierungsorganisation
- 2017 Christiana Figueres
- 2018 Advocacy and Policy Institute – kambodschanische Nichtregierungsorganisation[22]
- 2019 Klaus Töpfer
- 2022 The Lotus Flower – Irakische Frauenrechtsorganisation
- 2024 Maria Furtwängler[23]

## Auszeichnungen
Für die Russland-Hilfe erhielt die Organisation im Jahr 1999 vom damaligen Staatspräsidenten Boris Jelzin eine öffentliche Auszeichnung. CARE Deutschland e. V. wurde 2008 mit dem 1. Platz des Transparenzpreises ausgezeichnet, der jährlich durch das Wirtschaftsprüfungsunternehmen PricewaterhouseCoopers verliehen wird. Nachdem CARE aufgrund der Auszeichnung in 2008 einige Jahre außer Konkurrenz teilgenommen hatte, bewarb sich die Organisation 2012 erstmals wieder regulär und belegte zusammen mit UNICEF den zweiten Platz.

## Deutsche CARE-Stiftung
Die Deutsche CARE-Stiftung mit Sitz in Bonn wurde im Jahr 1997 gegründet ist eine selbstständige Stiftung bürgerlichen Rechts.  Das Stiftungsvermögen belief sich zum Ende des Jahres 2023 auf 431.053,03 Euro.